# Isodemis stenotera
Isodemis stenotera is een vlinder uit de familie van de bladrollers (Tortricidae). De wetenschappelijke naam van de soort is voor het eerst geldig gepubliceerd in 1983 door Alexey Diakonoff.

## Type
- holotype: "male"
- instituut: RMNH, Leiden, Nederland
- typelocatie: "Indonesia, Central West Sumatra, Fort de Kock"